# タムコ
株式会社タムコ（英: TAMCO Co.,Ltd.）は、かつて存在した、主にテレビや映画に関する音響業務を行う技術プロダクション。音声、PA、レコーディング、MAなどを行っていた。
2021年4月1日（令和3年）付で、株式会社東通など12社と共に株式会社TBSアクトへ吸収合併され、解散した。タムコが手がけていた業務は、音声・PA業務はTBSアクトプロダクション本部オーディオセンターオーディオ技術部、オーディオ事業部とポスプロ業務は同企業同本部ポスプロセンターMA技術部が継承した。

## 概要
社名の由来は設立当初の商号である「東京オーディオマスターズ株式会社」（とうきょう-、英名：Tokyo Audio Masters Company）を略したものである。
株式会社東通の系列企業、株式会社エフエム東京(TOKYO FM)の関連会社であり、東通、TBS、日本テレビ、テレビ東京の音声技術部門も兼ねており、東通が技術協力に入る場合、タムコも同様に技術に加わる事が多かった。

### 所在地
- 本社 : 東京都港区赤坂2丁目14番4号　森崎ビル2F
- スタジオ : 東京都港区赤坂4丁目13番5号　赤坂オフィスハイツ1F

### 役員
- 代表取締役社長兼CEO：市野瀬数美
- 専務取締役兼CSO：水谷洋
- 常務取締役兼CSO：角國寿夫
- 取締役兼執行役員兼MA部担当：矢澤明夫

#### 非常勤役員
- 取締役： 一方井克爾（株式会社東通・専務取締役）、川島修（株式会社エフエム東京・執行役員総務局長）、松下弘幸（株式会社テレビ東京・常務取締役）、中澤健（株式会社TBSテレビ・技術局担当局次長）、服部克久（作曲家、日本作編曲家協会会長）
- 監査役：淺野太郎（株式会社TBSホールディングス・グループ経営企画局経営戦略部 担当部長兼グループ企業部）